# Chaetotyphula amylochaete
Chaetotyphula amylochaete är en svampart som beskrevs av Singer 1977. Chaetotyphula amylochaete ingår i släktet Chaetotyphula och familjen mattsvampar.   Inga underarter finns listade i Catalogue of Life.